# علي المزيدي
علي المزيدي (بالإنجليزية: Ali Al-Mazidi)‏؛ مواليد 24 سبتمبر 1985 في الأحساء، السعودية، هو لاعب كرة قدم سعودي.

## مسيرة اللاعب
لعب سابقاً مع الاتحاد و وقع مع الفتح في عام 2013 و انتقل إلى نادي العدالة في عام 2019 و انتقل إلى نادي أبها في عام 2020 و انتقل إلى نادي النهضة في عام 2022.

## روابط خارجية
علي المزيدي على موقع كووورة